# Burni Jamur Pisang
Burni Jamur Pisang är ett berg i Indonesien.   Det ligger i provinsen Aceh, i den västra delen av landet, 1 600 km nordväst om huvudstaden Jakarta. Toppen på Burni Jamur Pisang är 2 745 meter över havet, eller 101 meter över den omgivande terrängen. Bredden vid basen är 2,2 km.
Terrängen runt Burni Jamur Pisang är kuperad åt nordväst, men åt sydost är den bergig. Trakten runt Burni Jamur Pisang är nära nog obefolkad, med mindre än två invånare per kvadratkilometer. I omgivningarna runt Burni Jamur Pisang växer i huvudsak städsegrön lövskog.